# 岩崎恭子
岩崎恭子（日语：／ Iwasaki Kyōko，1978年7月21日—），是日本游泳运动员。
岩崎出生于静冈县沼津市，在1992年夏季奥林匹克运动会上以0.2秒的微弱优势击败中国的林莉，夺得女子200米蛙泳金牌。她是当时最年轻的奥运金牌获得者，也是自1936年之后，日本第一位获得游泳该项目金牌的运动员。
岩崎退役后在日本大学学习心理学，2005年曾推出全裸写真集《METAMORPHOSES》（ISBN 978-4821126453）。

## 外部連結
- 岩崎恭子在国际奥林匹克委员会的资料